# Pietro Germi
Pietro Germi (* 14. September 1914 in Genua, Ligurien; † 5. Dezember 1974 in Rom) war ein italienischer Filmregisseur, Drehbuchautor, Schauspieler und Produzent.

## Leben
Germi ließ sich für kurze Zeit auf der Seefahrtschule seiner Heimatstadt ausbilden, bevor er zum Centro Sperimentale di Cinematografia nach Rom ging. Sein Regie- und Schauspielstudium an der Filmhochschule finanzierte er durch schlechtbezahlte Jobs beim italienischen Film. 1946 drehte er seinen ersten Film, Il testimone, an dessen Drehbuch er ebenfalls beteiligt war.
Germi hegte tiefe Bewunderung für John Ford, dessen stilistische und thematische Eigenheiten er in seinen Filmen übernahm. Mitte der 1950er Jahre vertiefte er sich in das Genre der satirischen Komödie, deren Handlung er zumeist in den ärmlichen Regionen Siziliens in Szene setzte. 1952 wurde seine Regiearbeit Weg der Hoffnung (Drehbuch: Federico Fellini) von der Evangelischen Filmgilde zum Film des Monats Mai gekürt. Sein Film Scheidung auf italienisch von 1961 mit Marcello Mastroianni wurde ein weltweiter Erfolg und brachte ihm (zusammen mit Alfredo Giannetti und Ennio De Concini) einen Oscar für das beste Drehbuch und eine Oscarnominierung für die beste Regie ein. 1965 gewann er für Aber, aber, meine Herren… in Cannes die Goldene Palme.
Sein letztes abgeschlossenes Werk wurde Alfredo, Alfredo von 1972 mit Dustin Hoffman. Die Dreharbeiten zu Ein irres Klassentreffen musste er abbrechen, da er schwer an Hepatitis erkrankt war; an den Folgen dieser Erkrankung starb er schließlich.

## Filmografie

### Regie
- 1946: Il testimone
- 1947: Verlorene Jugend (Gioventù perduta)
- 1949: Im Namen des Gesetzes (In nome della legge)
- 1950: Weg der Hoffnung (Il cammino della speranza)
- 1951: Jagd ohne Gnade (La città si difende)
- 1952: Das öffentliche Ärgernis oder die Justiz in Nöten (La presidentessa)
- 1952: Der Rebell von Tacca del Lupo (Il brigante di Tacca del Lupo)
- 1953: Gelosia
- 1954: Amori di mezzo secolo (eine Episode)
- 1955: Das rote Signal (Il ferroviere)
- 1957: Und draußen lauert die Sünde (L’uomo di paglia)
- 1959: Unter glatter Haut (Un maledetto imbroglio)
- 1961: Scheidung auf italienisch (Divorzio all’italiana)
- 1963: Verführung auf italienisch (Sedotta e abbandonata)
- 1966: Aber, aber, meine Herren… (Signore & signori)
- 1966: Unmoralisch lebt man besser (L’immorale)
- 1968: Serafino, der Schürzenjäger (Serafino)
- 1970: Le castagne sono buone
- 1972: Alfredo, Alfredo (Alfredo Alfredo)

### Darstellung
- 1946: Montecassino
- 1949: Fuga in Francia
- 1955: Das rote Signal (Il ferroviere)
- 1957: Und draußen lauert die Sünde (L’uomo di paglia)
- 1959: Unter glatter Haut (Un maledetto imbroglio)
- 1960: Jovanka und die anderen (Jovanka e le altre)
- 1960: Unschuld im Kreuzverhör (Il rossetto)
- 1960: Das Haus in der Via Roma (La viaccia)
- 1961: Das bittere Leben (Il sicario) – Regie Damiano Damiani
- 1965: Es kam ein Mensch: Auf den Spuren von Johannes XXIII. (E venne un uomo) – Regie Ermanno Olmi

### Drehbuch
- 1975: Ein irres Klassentreffen (Amici miei)

### Sonstiges
Germi wohnte früher im selben Wohnhaus in der Via Fauro wie der damals jugendliche Bud Spencer.